# Sistema Nacional de Áreas Protegidas (Colombie)
Pour les articles homonymes, voir Sistema Nacional de Áreas Protegidas.
Le Sistema Nacional de Áreas Protegidas (Système national des aires protégées), ou (SINAP) est l'institution chargée de l'administration des parcs nationaux colombiens. Elle est, sous la tutelle du ministère de l'Environnement, du Logement et du Développement territorial, responsable de la conservation et de l'usage raisonné de la diversité biologique.

## Historique
Le SINAP fut établi après la signature par la Colombie de la convention sur la diversité biologique à travers la loi 165 de 1994, et a été la principale activité du gouvernement colombien par rapport à la conservation de la biodiversité. 

## Fonctionnement

Carte des parcs naturels colombiens

58 parcs nationaux sont gérées par le SINAP, couvrant 12 555 226 hectares. Ces zones fournissent en eau potable environ 25 millions de personnes.
Ces zones sont catégorisées en six divisions, définies par l'article 329 du Código de Recursos Naturales (CNR) : 
- parcs nationaux (parques nacionales) ;
- sanctuaires de faune et de flore (santuarios de fauna y flora) ;
- sanctuaires de flore (santuarios de flora) ;
- réserves naturelles (reserva natural) ;
- zones naturelles uniques (área natural única) ;
- vía parque.